# Немсдорф-Гёрендорф
Немсдорф-Гёрендорф (нем. Nemsdorf-Göhrendorf) — община в Германии, в земле Саксония-Анхальт. 
Входит в состав района Зале. Подчиняется управлению Вайда-Ланд.  Население составляет 900 человек (на 31 декабря 2010 года). Занимает площадь 17,11 км².